# Paul Brandt (Verwaltungsjurist)
Paul Julius Brandt (* 2. Mai 1869 in Köln; † 3. Oktober 1929 in Koblenz) war ein preußischer Verwaltungsbeamter, Politiker und promovierter Jurist.

## Leben
Der Sohn des Geheimen Kommerzienrates Gustav Oskar Brandt erlangte 1888 sein Abitur am Gymnasium an St. Apostel in Köln. Anschließend studierte er an der Rheinischen Friedrich-Wilhelms-Universität und der Albert-Ludwigs-Universität Freiburg Rechtswissenschaft. 1889 wurde er im Corps Hansea Bonn recipiert. Im Juli 1891 legte er sein erstes juristisches Staatsexamen am Oberlandesgericht Köln ab. Im selben Monat wurde er Gerichtsreferendar am Amtsgericht in Sinzig. Er wurde im Januar 1893 an der Universität Leipzig promoviert und acht Monate später an das Amtsgericht Köln versetzt. In den folgenden Jahren war er tätig beim Landrat im Landkreis Köln, bei der diesem zugehörigen Stadt Kalk, und bei der Regierung im Regierungsbezirk Potsdam. 1897 legte er seine große juristische Staatsprüfung ab und arbeitete bis 1905 beim Landratsamt in Pinneberg, bei der Regierung in Schleswig und beim Oberpräsidium der Provinz Schleswig-Holstein, bis er von 1905 bis 1914 Landrat im Landkreis Simmern und von 1914 bis 1918 im Landkreis Essen war. 1918 wurde er Oberpräsidialrat beim Oberpräsidium der Rheinprovinz in Koblenz. Von 1923 bis zu seinem Tod war er Regierungspräsident im Regierungsbezirk Koblenz. Verheiratet war er seit dem 12. März 1896 mit Rosl geb. Clouth. Mit ihr hatte er drei Kinder.